# Amata divisa
Amata divisa är en fjärilsart som beskrevs av Walker 1854. Amata divisa ingår i släktet Amata och familjen björnspinnare. Inga underarter finns listade i Catalogue of Life.